# Монтанья-Оксиденталь
Монтанья-Оксиденталь (исп. Montaña Occidental) — историческая область и район (комарка) в Испании, находится в провинции Леон.

## Муниципалитеты
1. Барриос-де-Луна
2. Вальдесамарио
3. Вегасервера
4. Вильяблино
5. Вильяманин
6. Кабрильянес
7. Карменес
8. Карросера
9. Ла-Пола-де-Гордон
10. Ла-Робла
11. Матальяна
12. Муриас-де-Паредес
13. Рьельо
14. Сан-Эмилиано
15. Сена-де-Луна
16. Сото-и-Амио

1. ↑  https://www.ine.es/dynt3/inebase/index.htm?padre=525